# Фесенко, Василий Филиппович
Васи́лий Фили́ппович Фесе́нко (5 октября 1921 — 6 апреля 1944) — советский военнослужащий, участник Великой Отечественной войны, пулемётчик 936-го стрелкового полка, красноармеец, Герой Советского Союза.

## Биография
Родился 5 октября 1921 года в селе Пешки ныне Корсунь-Шевченковского района Черкасской области. Украинец. Окончил 5 классов. Работал в Городищенском лесничестве той же области.
В Красной Армии и на фронте с февраля 1944 года.
Пулемётчик 936-го стрелкового полка 254-й стрелковой дивизии 52-й армии 2-го Украинского фронта красноармеец Фесенко метким огнём пулемёта расчистил своему батальону выход к реке Прут в районе населённого пункта Сорка.
28 марта 1944 года он в числе первых переправился на правый берег реки и с тыла открыл прицельный огонь по врагу. Умелыми действиями Фесенко уничтожил два пулемёта с расчётами и до сорока солдат и офицеров противника, обеспечивая форсирование реки батальоном.
31 марта плотным пулемётным огнём красноармеец Фесенко поддержал наступление полка в районе населённого пункта Кырпици. Был тяжело ранен, но не покинул поля боя и продолжал вести огонь. В этом бою он уничтожил около шестидесяти вражеских солдат и офицеров. После боя его нашли в бессознательном состоянии. Умер от ран 6 апреля 1944 года.
Указом Президиума Верховного Совета СССР от 13 сентября 1944 года за мужество, отвагу и героизм красноармейцу Фесенко Василию Филипповичу присвоено звание Героя Советского Союза.
Награждён орденом Ленина.
Похоронен в населённом пункте Фрэсулень (Frăsuleni). В селе Млиев Городищенского района Черкасской области именем Героя названа улица.